# Kanasaari (ö i Norra Savolax, Varkaus, lat 62,55, long 27,76)
Kanasaari är en ö i Finland. Den ligger i sjön Kallavesi och i kommunen Leppävirta i den ekonomiska regionen  Varkaus ekonomiska region  och landskapet Norra Savolax, i den centrala delen av landet, 300 km nordost om huvudstaden Helsingfors. Öns area är 1,8 hektar och dess största längd är 200 meter i öst-västlig riktning.